# Giovanni Battista Audiffredi
Pour les articles homonymes, voir Audiffredi.
Giovanni Battista Audiffredi, né le 2 février 1714 à Saorge (alors comté de Nice des États de Savoie) et mort le 4 juillet 1794 à Rome, est un érudit dominicain, bibliophile et numismate, mathématicien, naturaliste et astronome italien du XVIIIe siècle.

## Biographie
Giovanni Battista Audiffredi naquit à Saorge, près de Nice, en 1714. Dominicain du couvent de la Minerve à Rome, il répertorie en quatre volumes l'ensemble de la bibliothèque (1761-1788), ouvrages très estimés des bibliographes. Il s’était bâti un petit observatoire, et il a publié quelques dissertations astronomiques, dont les premières sont indiquées dans son catalogue de la Bibliothèque Casanatense. Il mourut à Rome le 4 juillet 1794.

## Ouvrages
- Catalogus historico-criticus Romanorum editionum sæculi XV, Romæ, 1783, in-4º, ouvrage très-estimé ;
- Catalogus historico-criticus editionum italicarum sæculi XV, Romæ, 1794, in-4º ;
- Catalogus bibliothecæ Casanatensis librorum typis impressorum, Romæ, 1761-88, 4 vol. in-folio. L’abbé Mercier de Saint-Léger regardait ce catalogue comme un chef-d’œuvre ; malheureusement il n’est pas terminé, et ne va que jusqu’à la lettre L.
- Phænomena cælestia observata, Romæ, 1753-54-55-56 ;
- Transitus Veneris ante solem observati Romæ, 6 junii 1761, expositio, Romæ 1762, in-8º ;
- Investigatio parallaxis solis, exercitatio Dadei Ruffi, Romæ, 1765, in-4º. Les mots Dadei Ruffi, sont l’anagramme d’Audiffredi.
- Dimostrazione della teoria della cometa dell'anno 1769, Romæ, 1770. La comparaison de ces diverses dates pourrait faire croire qu’il s’était d’abord livré à l’astronomie ; mais que le soin de la Bibliothèque Casanatense l’avait tourné tout entier vers les recherches bibliographiques, dont il s’est occupé jusqu’à sa mort, et qu’il n’interrompait que pour observer quelques phénomènes extraordinaires, tels que le passage de Vénus et la comète de 1769.